# Pomnik Starego Marycha w Poznaniu
Pomnik Starego Marycha – poznański pomnik legendarnej, fikcyjnej postaci Starego Marycha (typowego Poznaniaka posługującego się gwarą poznańską), stworzonej przez Juliusza Kubla na potrzeby poznańskiej rozgłośni Polskiego Radia. Słuchowiska czytał Marian Pogasz i to jego twarz posiada pomnikowy Stary Marych.
Pomysł ustawienia pomnika powstał w kręgach poznańskiej redakcji „Gazety Wyborczej” w 1998 r. Postanowiono wtedy ogłosić plebiscyt pod tytułem Poznaniak na cokół! Z wielu postaci (m.in. Cyryl Ratajski, Edward Raczyński, Wiktor Dega) w głosowaniu otwartym wybrano właśnie Starego Marycha – jedyną proponowaną postać fikcyjną. Autorem projektu został poznański artysta, wychowany na Łazarzu – Robert Sobociński. Odsłonięcia dokonano 21 marca 2001 na północnym krańcu ul. Półwiejskiej w centrum miasta. Była to 90. rocznica urodzin Stanisława Strugarka – popularyzatora gwary poznańskiej, pierwszy dzień wiosny oraz oficjalne otwarcie sezonu rowerowego. Rzeźba przedstawia Marycha prowadzącego rower (z przewieszoną przez kierownicę tradycyjną poznańską teką), od strony tzw. Ceglorza (Zakładów Cegielskiego), w kierunku centrum.
Miejsce ustawienia pomnika doskonale wpisało się w potoki pieszych, podążające deptakiem (ul. Półwiejska). Rzeźba jest popularnym miejscem wykonywania pamiątkowych zdjęć z Poznania.